# 森三信
森 三信（もり みつのぶ、元和6年（1620年） - 貞享元年8月7日（1684年9月16日））は、美作津山藩家老。
旗本森可澄の次男。津山藩家老森可春の養子。祖父は森可政。正室は関成次の娘於長（津山藩2代藩主森長継の妹）。子は森包一（病弱のため部屋住）、森三隆、関衆令室於美貴、湯浅武朝室於蘭。孫は播磨赤穂藩の第2代藩主森長孝。初名は可則。通称は宗兵衛。
寛永11年（1634年）叔父可春の養子となり家督相続。禄高7000石。祖父可政の通称宗兵衛を名乗った。正保2年（1645年）森可成室妙向禅尼50回忌に、藩主長継の代香として京都西本願寺に遣わされる。万治2年（1659年）4月11日江戸城本丸、二の丸の石垣普請の勤労に対し時服と白銀を賜る。延宝2年（1674年）5月26日藩主長武の家督相続の御礼言上の際に、森家家老・長尾隼人共一、神尾蔵人正勝、百々玄蕃一信とともに将軍家綱に拝謁する。貞享元年（1684年）8月7日没。享年65。家督は嫡男可雄（三隆）が相続した。